# Ernst Assmann (Forstwissenschaftler)
Ernst Assmann (* 16. August 1903 in Hirschberg, Sauerland; † 21. August 1979 in Miesbach) war ein deutscher Forstwissenschaftler.

## Leben
Nach dem Besuch des humanistischen Gymnasiums Petrinum in Brilon bis zum Abitur 1922 studierte Assmann auf Wunsch seines Vaters zunächst Bergbaukunde.
Erst 1925 konnte er nach Annahme für den Preußischen Forstdienst seiner eigentlichen Neigung folgen und nach dem forstlichen Praktikum in Hilchenbach das Studium der Forstwissenschaft an der Forstlichen Hochschule Hann. Münden in Hannoversch Münden aufnehmen. Hier trat er der Forstakademischen Verbindung Rheno-Guestfalia im CV und MC bei.
1931 legte er die Große Forstliche Staatsprüfung ab. Danach erhielt er eine Anstellung am Institut für Forsteinrichtung in Hann. Münden. Nach seiner Promotion zum Dr. rer. nat. 1936 erhielt Assmann einen Lehrauftrag für Holzmesskunde und 1937 für Forstvermessung. Zum 1. März 1938 wurde ihm das braunschweigische Forstamt Wieda übertragen. Neben der Arbeit im Forstamt behielt er aber die Lehr- und Forschungsaufträge an der Forstlichen Hochschule in Hann. Münden bei. Nach der Habilitation 1942 erwarb er 1943 die Dozentur für Ertragskunde, Forsteinrichtung und Betriebswirtschaftslehre an der mittlerweile zur Universität Göttingen gehörenden Forstlichen Fakultät in Hann. Münden.
Von 1951 bis 1972 war er Professor für Forstwissenschaft an der Ludwig-Maximilians-Universität in München und Direktor der Forstlichen Forschungsanstalt München. In dieser Zeit promovierte und assistierte bei ihm Bernd von Droste zu Hülshoff.
Er war verheiratet mit Ferdinande Elisabeth geb. Löseke.

## Schriften (Auswahl)
- Zur Frage der Kopezky-Gerhardtschen Linien, in Mitteilungen aus Forstwirtschaft und Forstwissenschaft 1936 (= Dissertation in der mathematisch-naturwiss. Abteilung der Univ. Freiburg i. Br. 1936)
- Waldertragskunde. Organische Produktion, Struktur, Zuwachs und Ertrag von Waldbeständen, München 1961.